# Зијад Грачић
Зијад Грачић (Какањ, 7. март 1959) је глумац хрватског народног позоришта (ХНП) и у сталном је ангажману овог позоришта од 1984. године, од када је дипломирао на загребачкој Академији.

## Биографија
Рођен је у Какњу 7. марта 1959. године. Одрастао у Тузли, где је и завршио основно и средње образовање, где се и враћа касније као професор. Зијад Грачић већ пет година на тамошњој Академији предаје сценски говор и глуму. Већини је познат тек својом појавом као шармантни негативац у серији Љубав у залеђу, и као Анте Драган у серији Обични људи.

## Филмови
| Задарски мементо 1984. год. |
| Стела 1990. год.            |
| Седма хроника 1996. год.    |

## Серије
- Путовање у Вучјак 1984.
- Инспектор Винко 1985.
- Птице небеске 1988.
- Забрањена љубав као Томислав Кос 2004.
- Љубав у залеђу као Фрањо Фишер-Френки 2005/2006.
- Завера као Иван Брнас 2007.
- Обични људи као Анте Драган 2006/2007.
- Понос Раткајевих као Јосип Јурић 2007/2008.
- Закон љубави као Звонимир Перковић 2008.
- Долина сунца као Никола Буковац 2009.
- Под сретном звијездом као Егон Мартиновић 2011.